# Гоммерсхайм
Гоммерсхайм (нем. Gommersheim) — община в Германии, в земле Рейнланд-Пфальц. 
Входит в состав района Южный Вайнштрассе. Подчиняется управлению Эденкобен.  Население составляет 1478 человек (на 31 декабря 2010 года). Занимает площадь 11,29 км².